# Karl von Müller (Marineoffizier)
Karl Friedrich Max von Müller (* 16. Juni 1873 in Hannover; † 11. März 1923 in Braunschweig) war ein deutscher Kapitän zur See und der letzte Kommandant des Kleinen Kreuzers Emden.

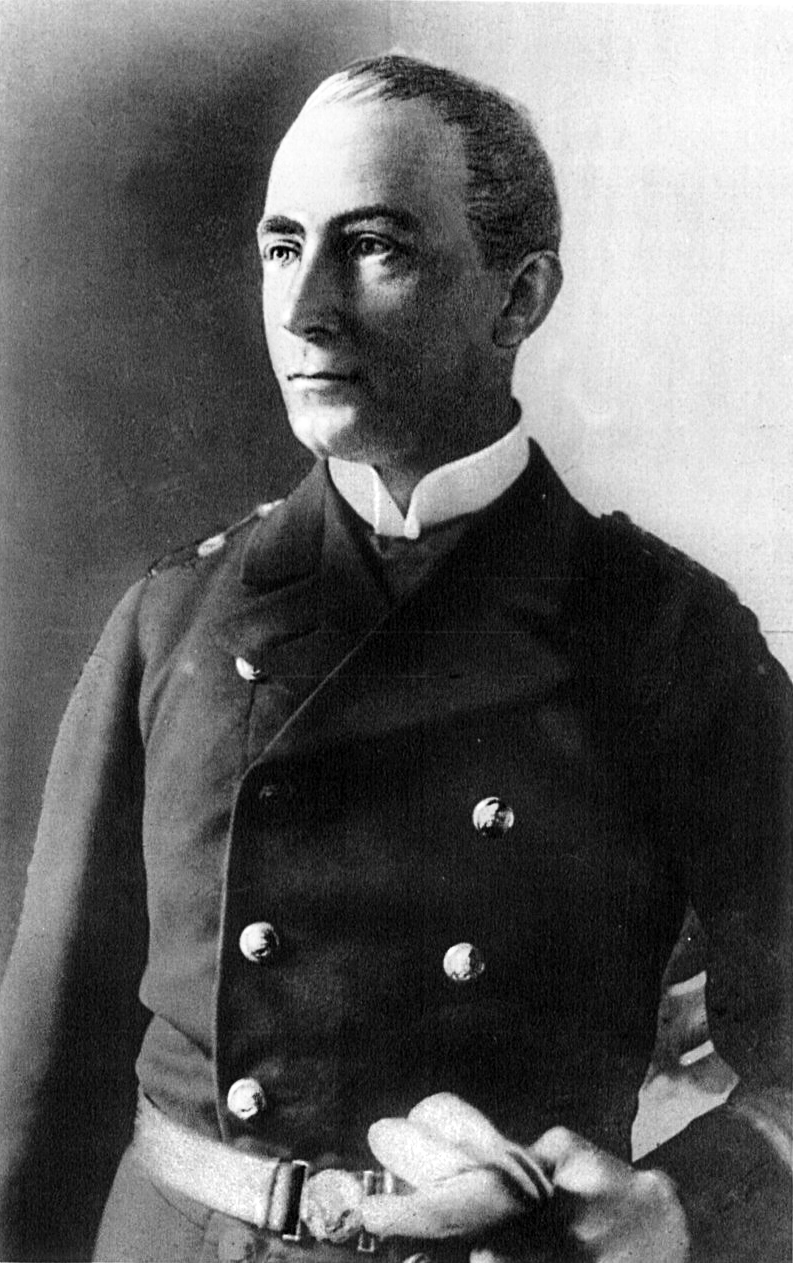
Karl von Müller (1915)

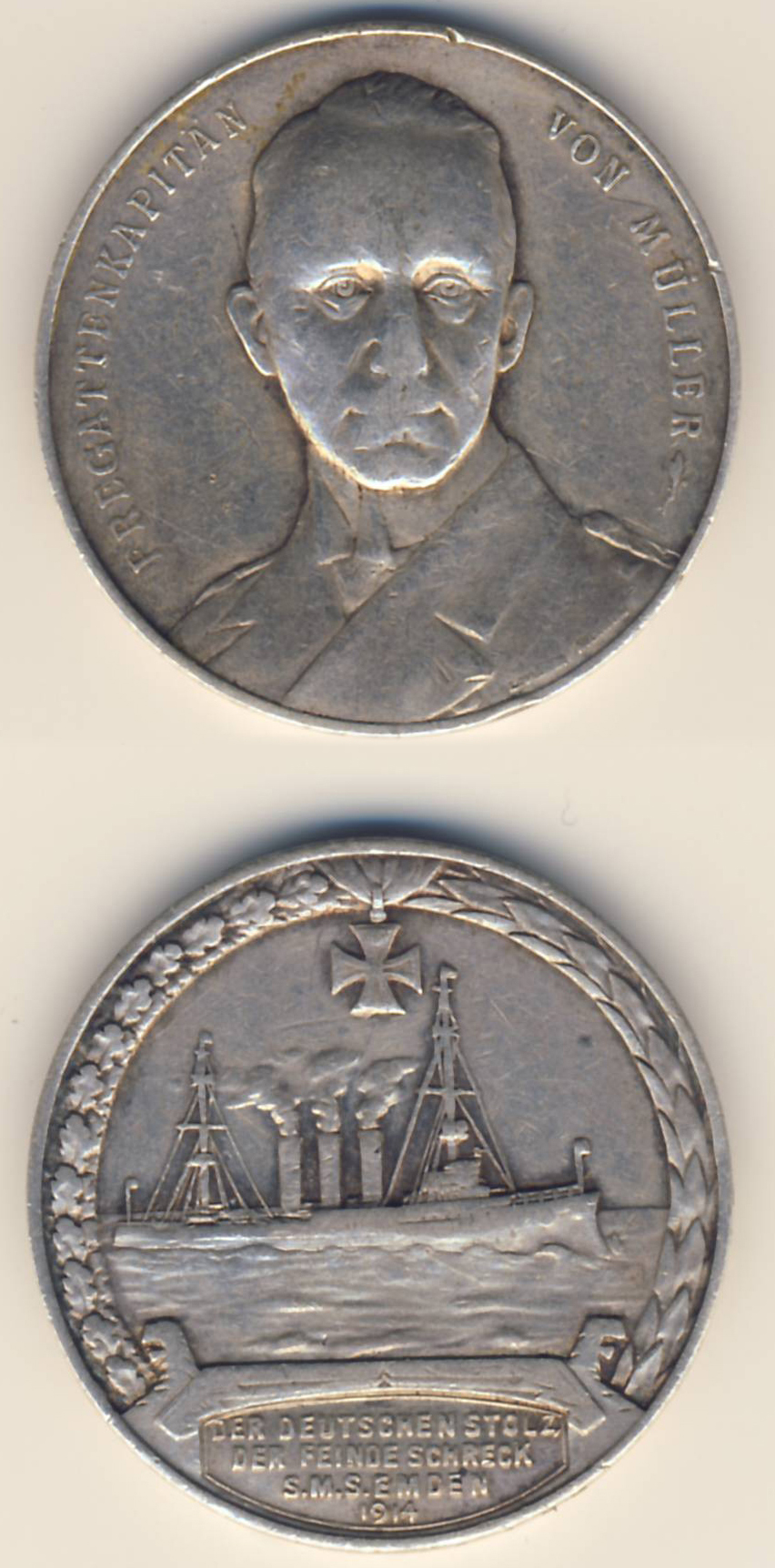
Gedenkmedaille

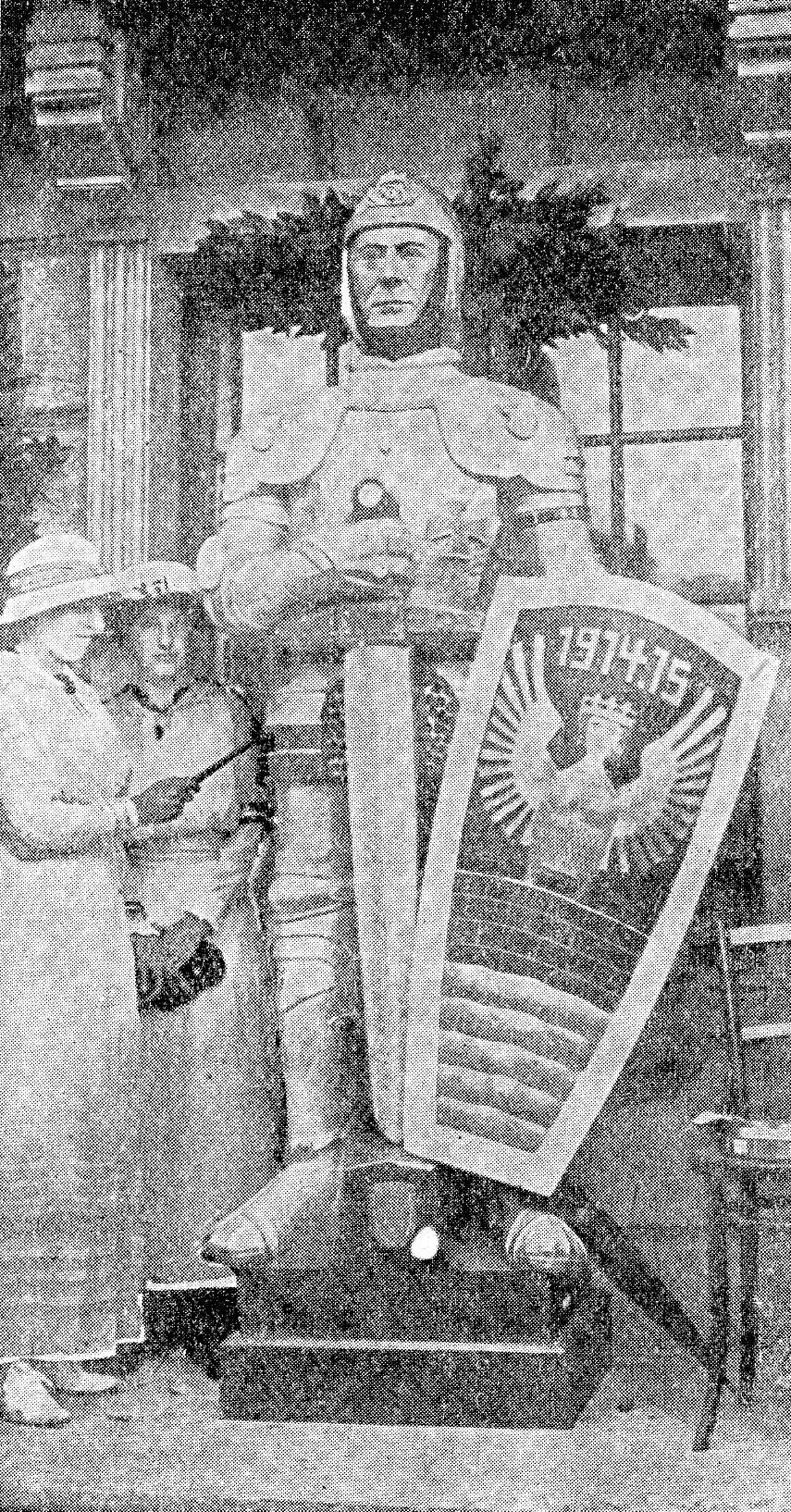
Nagelbild Isern Kerl in Emden nach dem Konterfei von Fregattenkapitän Karl von Müller. Entwurf von Liebsch

## Leben

### Herkunft
Karl entstammt der 1838 in den erblichen Adelsstand erhobenen Familie von Müller. Er war der Sohn des preußischen Oberst Hugo von Müller (1840–1911) und dessen Ehefrau Charlotte, geborene von Bennigsen (1841–1918), eine Tochter des hannoverschen Generalmajors Karl von Bennigsen (1789–1869) auf Bennigsen und Arnum. Sein Onkel Rudolf von Bennigsen (1824–1902) war nationalliberaler Politiker, sein Bruder Richard (* 1869) war Generalmajor und Präsident des Reichsamts für Landesaufnahme.

### Militärkarriere
Müller trat im April 1891 in die Kaiserliche Marine ein. Er war vom 10. Juni bis September 1912 Admiralstabsoffizier der Hochseeflotte und anschließend bis April 1913 im Reichsmarineamt tätig. Im Mai 1913 wurde er zum Kommandanten des Kleinen Kreuzers SMS Emden ernannt, der damals Teil des Ostasiengeschwaders unter Konteradmiral Maximilian von Spee war.
Nach Beginn des Ersten Weltkrieges führte Müller mit seinem Schiff Kreuzerkrieg im Indischen Ozean. Durch die Emden wurden in zwei Monaten 16 britische Handelsschiffe versenkt; weitere sieben Schiffe aufgebracht. Weiterhin wurden Öllager in Madras (Britisch-Indien) zerstört, der russische Kreuzer Schemtschug sowie der französische Torpedobootzerstörer Mousquet im Hafen von Penang (Malaysia) versenkt.
Während der Zerstörung der Kabelstation auf den Kokosinseln im Indischen Ozean durch Aussetzen eines Landungskorps wurde die Emden vom australischen Kreuzer HMAS Sydney überrascht, kampfunfähig geschossen und auf den Strand gesetzt. 133 Besatzungsmitglieder der Emden wurden dabei getötet, 202 Mann gerieten in Kriegsgefangenschaft, darunter auch Karl von Müller. Diese verbrachte er in Malta, dann in England. Ab Januar 1918 war er zur Internierung in den Niederlanden. In diese Zeit fällt am 19. März 1918 auch die Verleihung des Ordens Pour le Mérite.
Nach Deutschland zurückgekehrt, wurde Müller im Oktober zum Abteilungschef im Allgemeinen Marinedepartement des Reichsmarineamtes ernannt und am 1. Oktober 1918 zum Kapitän zur See befördert. Nach dem Zusammenbruch des Kaiserreiches reichte Müller am 11. Januar 1919 seinen Abschied ein und zog zurück in seine Heimatstadt Blankenburg.
Er trat der Deutschnationalen Volkspartei bei und wurde Abgeordneter im Braunschweigischen Landtag. Trotz einer fiebrigen Erkältung fuhr er im Februar 1923 zu einer wichtigen Landtagssitzung nach Braunschweig. Hier starb er dann an den Folgen einer Lungen- und Rippenfellentzündung. Karl von Müller wurde auf dem Friedhof von Blankenburg beigesetzt. Sein Grab ist noch erhalten.
Müller war wegen seiner Ritterlichkeit und Kühnheit auch und gerade von den Gegnern hoch geachtet.

### Familie
Am 25. Juni 1920 heiratete Müller in Halberstadt Jutta von Hanstein (* 12. Oktober 1893 in Stade), die Tochter des preußischen Generalmajors Friedrich Bernhard Moritz von Hanstein, und wurde Vater der Töchter Elfriede (* 1921) und Karla (* 1923). Nach dem Tod Karls führten seine Witwe und die Töchter seit 16. März 1934 mit dem Namenszusatz „-Emden“ den Namen von Müller-Emden.

## Ehrungen
Müller wurden neben dem Pour le Mérite folgende Auszeichnungen verliehen:
- Roter Adlerorden IV. Klasse mit Krone[2]
- Kronenorden III. Klasse mit Schwertern[2]
- Eisernes Kreuz (1914) II. und I. Klasse[2]
- Preußisches Dienstauszeichnungskreuz[2]
- Bayerischer Militärverdienstorden III. Klasse mit Schwertern[2]
- Friedrich-August-Kreuz II. und I. Klasse[2]

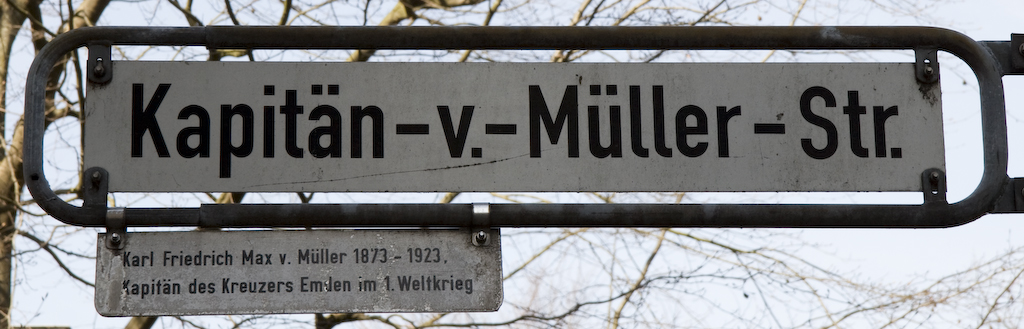
Kapitän-v.-Müller-Straße, Hannover

Karl von Müller ist Ehrenbürger der Städte Blankenburg (Harz) und Emden. An dem damaligen Wohnhaus in Emden ist eine entsprechende Ehrentafel angebracht. In Blankenburg, Emden und Hannover wurde eine Straße nach ihm benannt. Zudem wurde die – inzwischen aufgelassene – Kaserne in Emden nach Karl von Müller benannt. Bis Oktober 1997 war dort das ABC-Abwehrbataillon 110 der Bundeswehr stationiert.
Am 2. September 1915 wurde in Emden das Nagelbild De Isdern Keerl van Emden aufgestellt, dessen Gesicht nach von Müllers Konterfei gestaltet worden war. Das Kriegswahrzeichen verbrannte am 6. September 1944 bei einem schweren Luftangriff auf die Stadt im Rathaus.

## Filme
Das Schicksal des Kreuzers SMS Emden wurde von Louis Ralph zweimal verfilmt, 1926 als Stummfilm unter dem Titel Unsere Emden, 1932 als Tonfilm Kreuzer Emden. Beide Male spielte Ralph selbst die Hauptrolle des Kapitäns Karl von Müller. Im Jahr 2013 kam der Film Die Männer der Emden in die Kinos, welches den Weg des Landungszuges der Emden beschreibt. Müller ist hier als Nebenfigur dargestellt.